# フィアット・トロ
トロ（TORO）とは、フィアットが、ブラジルで生産、販売を行っているピックアップトラックである。
プラットホームには、GMと共同開発した、GM-フィアット SCCSプラットホームを採用。トロの他にも、ジープ・レネゲード、ジープ・コンパス、フィアット・500Xがこのプラットホームを採用している。

## 販売
| 西暦   | ブラジル   | アルゼンチン |
| ------ | ---------- | ------------ |
| 2016年 | 41,283万台 |              |
| 2017年 | 50,723万台 | 15,973万台   |
| 2018年 | 58,477万台 | 6,333万台    |
| 2019年 | 65,298万台 | 6,214万台    |
| 2020年 | 53,981万台 | 7,628万台    |
| 2021年 | 70,890台   | 4,777台      |
| 2022年 | 49,573台   | 3,810台      |
| 2023年 | 51,314台   |              |
| 2024年 | 53,848台   |              |

## フェイスリフト
2021年4月
フェイスリフトでは、ターボチャージャー付き1.3リッターエンジンを搭載した。